# Straat Malakka
De Straat (van) Malakka is een zeestraat met een lengte van ongeveer 930 km en een breedte van 38 tot 393 km tussen Sumatra en het schiereiland Malakka. In het noordwesten ligt de Andamanse Zee en in het zuidoosten de Zuid-Chinese Zee. Het is de belangrijkste route tussen de Indische Oceaan en de Stille Oceaan en een van de belangrijkste handelsroutes in de wereld.

## Ligging
Het Internationale Hydrografische Organisatie heeft de Straat Malakka als volgt gedefinieerd:
- In het westen: een lijn van de meest noordelijke punt van Sumatra (5° 40′ NB, 95° 26′ OL) naar het meest zuidelijk punt van Goh Puket in Thailand (7° 45′ NB, 98° 18′ OL).
- In het oosten: een lijn van Tanjung Piai (Bulus) op de meest zuidelijke punt van het schiereiland Malakka (1° 16′ NB, 103° 31′ OL) via The Brothers (1° 12′ NB, 103° 21′ OL) met Klein Karimoen (1° 10′ NB, 103° 24′ OL) als eindpunt.
- in het noorden: De zuidwestkust van het schiereiland Malakka.
- in het zuiden: De noordoostkust van Sumatra van Tanjong Kedabu (1° 6′ NB, 102° 58′ OL) naar Klein Karimoen.

## Economisch belang
Ongeveer een kwart van 's werelds handelsgoederen passeert de Straat van Malakka, waaronder olie, Chinese consumptiegoederen en Indonesische koffie. Zij verbindt de voornaamste Aziatische economieën, zoals India, China, Japan, Zuid-Korea en Taiwan. Jaarlijks doorkruisen meer dan 50.000 schepen de straat.
Ongeveer een kwart van alle olie die over zee wordt vervoerd, passeert deze zeestraat, hoofdzakelijk vanuit het Midden-Oosten naar Aziatische afnemers. In de periode van 2011 tot en met 2016 werd door de Straat tussen de 15 en 16 miljoen ton olie vervoerd, waarvan zo'n 10% olieproducten, en verder nog ruim 100 miljard m³ aardgas in de vorm van lng.
Met een diepte van 25 meter is de straat te ondiep voor de allergrootste olietankers zoals Ultra Large Crude Carriers (ULCC's): deze overschrijden de zogenaamde Malaccamax-norm. Een schip dat niet door de Straat Malakka kan, moeten een kostbare omweg maken via Straat Lombok, Straat Makassar, Sibutu Passage of Straat Mindoro.
Om het verkeer in de straat te verminderen en de aanvoer van gas en olie bij stremming van de straat te verzekeren, zijn pijplijnen over land aangelegd. Tussen Myanmar en Yunnan in de Volksrepubliek China zijn in 2013 en 2014 gas- en oliepijplijnen in bedrijf genomen. De gaspijplijn heeft een capaciteit van 12 miljard m³ en voor olie is de capaciteit 12 miljoen ton per jaar.

## Piraterij
De zeestraat kampt met piraterij. Schepen lopen het risico dat piraten de bemanning in gijzeling nemen en de lading overpompen of overbrengen naar andere schepen. De gijzelingen duren niet lang en met de lading verdwijnen ook de gijzelaars.